# 維持員
維持員(いじいん)とは、社団、財団その他の法人運営に財政的な支援を目的として募る会員制度のひとつである。学会や研究所、各種法人団体において設けられている。

## 名誉称号としての維持員
早稲田大学では高額寄付者には名誉称号を贈呈し、その名を大学史に刻み礼遇する制度を設けている。維持員は同大学における最高位の称号とされる。

## 日本相撲協会の維持員制度
日本相撲協会の維持員制度は、協会の事業全般を後援するものと位置付けられている。具体的には金銭面での援助のほか、本場所において力士の技能審査をする立会人という位置付けである。
大相撲の本場所が開催される東京、名古屋、大阪、福岡の4地区それぞれに維持員会（通称・「溜会」（たまりかい）。大阪のみ「東西会」（とうざいかい））が組織され、所定の寄付金（2022年現在、東京は405万円、名古屋・大阪・福岡は112万5千円）を納めると「維持員証」が交付され、当該地区の維持員会に加入が認められる。本場所では15日間通しの整理券が維持員に交付され、維持員証と整理券を提示することで、溜席の中でも前列の「維持員席」で観戦することができる。
- 本場所での観戦上の注意事項については溜席を参照。

2009年名古屋場所と10年初場所・名古屋場所で暴力団幹部が溜席にいた事実が2010年5月に相次いでマスメディアから報じられた。現行の協会の規定では暴力団構成員・関係者の維持員申し込み・維持員席での観戦を禁じている。